# 龐士-布魯克斯彗星
12P/龐士-布魯克斯彗星是一顆軌道週期71年的彗星。它符合哈雷彗星（20年<週期<200年）的經典定義，也是最亮的已知週期彗星之一，在接近近日點時達到絕對視星等~5。龐斯-布魯克斯彗星於1812年7月由尚-路易斯·龐士在馬賽天文台發現。後來於1883年由威廉·羅伯特·布魯克斯發現，並且在不久之後證實為同一顆彗星。
下一次通過近日點的時間是2024年4月21日，距離1.55 AU（232 × 106 km），預估這顆彗星屆時的視星等可以達到4.5等。假設它在2020年沒有產生太多的塵埃和氣體光度學，估計彗核的直徑約為30公里。
12P/龐斯-布魯克斯彗星可能是12月天龍座κ流星雨的母體。

## 觀測歷史

### 1812年之前
12P/龐斯-布魯克斯彗星已被確定為1385年和1457年觀測到的彗星。1385年的出現是非常有利的，中國人在明實錄中記錄了這顆彗星，在一些歐洲資料中也提到過這顆彗星。保羅·達爾·波佐·托斯卡內利在1457年1月觀測到的一顆彗星也在中國資料中提及，也被確定為12P /龐斯-布魯克斯彗星。在兩次出現中，這顆彗星的星等為3或更亮，但都沒有考慮到可能的爆發。它可能也是西元245年9月中國資料中記錄的一顆彗星。
樸素妍（So Yeon Park）和蔡鐘哲（Jong-Chul Chae）提出，1313年和1668年亞洲資料中記錄的彗星也是這顆彗星。然而，邁耶（Meyer）等人認為，在1313年的接近，這顆彗星很難觀測到，因為它很暗，而且離太陽很近，而雙子座的建議位置與龐斯-布魯克斯彗星在白羊座的計算位置相矛盾。韓國人描述的1668年3月彗星其軌道與彗星12P/龐斯-布魯克斯彗星的軌道完全不相容，可能是歐洲人觀測到的明亮的掠日彗星。

### 1812年的發現

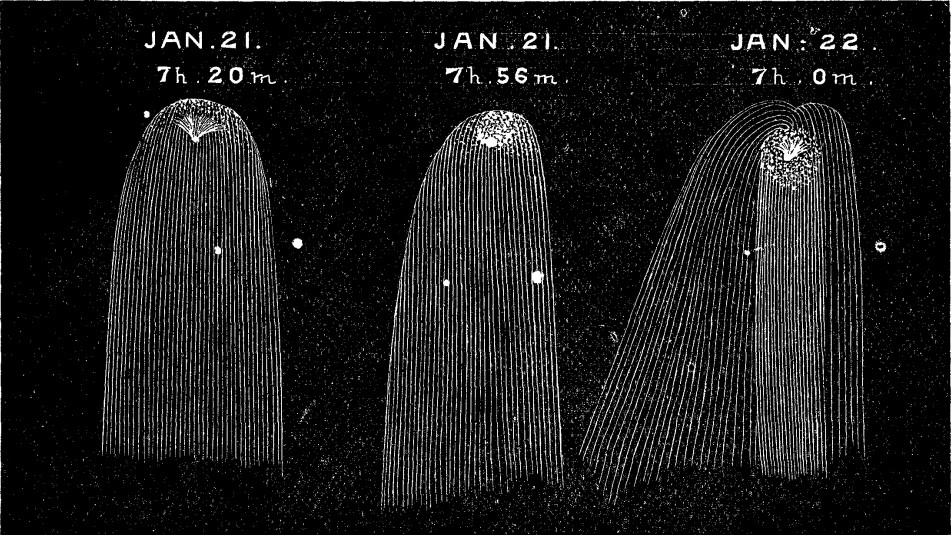
1884年1月21日和22日的12P/龐斯-布魯克斯彗星草圖。

12P/龐斯-布魯克斯彗星於1812年7月12日由珍-路易斯·龐士發現。這顆彗星後來由文森特·維紐斯基於8月1日獨立發現，亞歷克西·布瓦爾於同年8月2日發現。這顆彗星於8月13日被肉眼發現，到月底，據報導有一條2度長的彗尾。在最初發現后不久，人們發現它的軌道週期約為70年，誤差約為5年。約翰·法蘭茲·恩克確定了一個週期為70.68年的最終軌道。這個軌道被用來生成1883-4年返回的星曆表。

### 1884年
1883年9月2日，威廉·羅伯特·布魯克斯意外發現了一顆（微弱的）彗星，後來被確認為1812年的彗星。1883年9月21日至23日觀測到一次爆發，彗星從10–11等變亮至8–8.5等，外觀從彌漫變為星形。這顆彗星於11月20日肉眼可見，亮度達到3等。據報導，這顆彗星在1884年1月1日和1月19日經歷了爆發。這一年，它於1884年1月13日從飛馬座西部的室宿二（飛馬座β，Scheat）和室宿一（飛馬座α，Markab）出發；向南（穿過雙魚座）大約在1月24日到達天倉一（鯨魚座ι）和土司空（鯨魚座β）下方的近日點（~RA 0h, Dec. -10°）。它最後一次出現是在 1884 年 6 月。

### 1954年
這顆彗星於1953年6月20日被發現，當時它距離太陽4.5天文單位。1953年7月1日，彗星的視星等從18等爆發到13等。另一次爆發發生在1954年3月，這是在那次回歸中觀察到的第四次爆發。4月23日，這顆彗星的星等估計為6.4等，其尾部有半度長。龐斯-布魯克斯於1954年5月22日當它距離地球1.7天文單位時，來到近日點。在通過近日點之後，從南半球可以更好地看到它。它最後一次被觀測到是在1954年9月4日，當時它距離太陽1.9天文單位。在1954年12月10日，龐斯-布魯克斯彗星的流星流大約距離地球0.12 AU（18 × 106 km），導致潜在的流星以45公里/秒的相對速度撞擊地球。

### 2024年的通過
2020年6月10日，當彗星仍在距離太陽11.9天文單位（1.78 × 109）的土星軌道外時，探索頻道望遠鏡當其視星等23等就發現了龐斯-布魯克斯彗星，當時彗星的日心距離不確定性大致為±10000 km。2023年7月20日，這顆彗星在距離太陽3.9天文單位的地方爆發，從16–17級到11–12級（增亮約100倍）  通過近日點的時間在2024年4月21日，距離太陽0.781 AU（116.8 × 106 km），相對於太陽的速度為47.1 km/s。最接近地球的日期為42天2024年6月2日，距離地球1.55 AU（232 × 106 km），在近日點附近，這顆彗星預計將變亮至4.5等（比 2023 年 7 月爆發亮約 400 倍）。

## 軌道
| 日期          | 距離（AU）              | 離日度 |
| ------------- | ----------------------- | ------ |
| 1812年9月21日 | 1.22 AU（183 × 106 km） | 40°    |
| 1884年1月9日  | 0.63 AU（94 × 106 km）  | 58°    |
| 1954年6月29日 | 1.63 AU（244 × 106 km） | 38°    |
| 2024年6月2日  | 1.55 AU（232 × 106 km） | 45°    |
| 2095年8月31日 | 1.50 AU（224 × 106 km） | 32°    |

天平動被鎖定在與木星的6：1共振。關於木星的蒂瑟蘭不變量（「J」）是0.60。遠日點（離太陽最遠點）在33 AU（4.9 × 109 km），剛好超出海王星的軌道。
這顆彗星的軌道傾角陡峭為74.2°，不會在黃道附近花費很多時間。噴射推進實驗室（JPL）的網站顯示在1900年到2200年之間，這顆彗星在1957年7月29日曾經和將來都會受到土星顯著的擾動。在這一點上，它在巨行星影響的1.6AU範圍內經過；即使是這種方法也收效甚微。這顆彗星的軌道在1740年至2167年之間似乎是穩定的，沒有任何行星的强烈攝動。

在2020年再發現之前，上一次觀測是在1954年，但木下聰計算出彗星將於2095年8月10日到達再下一次的近日點通道（最接近太陽）。考慮到2020-2023年的觀測結果，現在計算近日點通過的預期時間為2095年8月15日。
柯克伍德在1884年注意到龐斯-布魯克斯與德維科彗星共享一些要素。他認為後者在幾個世紀前就已經從龐斯-布魯克斯彗星分裂出來。後來，他確定了這兩顆彗星被捕獲到它們的橢圓軌道（或它們的母體捕獲），它們的共同遠日點在西元前991年接近海王星 991 CE。 
其它具有類似軌道週期的彗星包括13P/奧伯斯彗星、23P/布羅森–梅特卡夫彗星和1P/哈雷彗星。

## 流星雨
12P/龐斯-布魯克斯彗星可能是十二月天龍座κ流星雨的母體。這是預計與彗星有關的流星雨中數量最豐富的流星雨。另一場夜間流星雨（六月天鷹座的北部），儘管很可能不是母天體，已被初步確定與12P/龐斯-布魯克斯彗星有關。P12/龐斯-布魯克斯彗星也可能在金星以及週期彗星122P/德維科和27P/克羅瑪林彗星形成流星雨複合體。

## 註解
1. 1 2

## 外部連結
- Comet Observation database (COBS) data for 12P/Pons–Brooks （页面存档备份，存于）
- 1954 apparition lightcurve （页面存档备份，存于） – Maik Meyer
- Comet 12P/Pons-Brooks light curve （页面存档备份，存于） (Dmitry Chestnov)
- NASA JPL小天體瀏覽器上的12P/Pons-Brooks

| 週期彗星                                  | 週期彗星          | 週期彗星                  |
| ----------------------------------------- | ----------------- | ------------------------- |
| 前一顆彗星 11P/坦普爾-斯威夫特-林尼爾彗星 | 龐士-布魯克斯彗星 | 後一顆彗星 13P/奧伯斯彗星 |
| 週期彗星列表                              |                   |                           |